# 北辰街道 (广安市)
北辰街道，中华人民共和国四川省广安市广安区下辖的一个街道办事处，是广安市广安区政治、经济、文化、金融中心。

## 行政区划
现辖：
渠江北路社区、万金山社区、建设路社区、湖滨路社区、洗脚溪社区、北街社区、城北村、界坡村和岔路村。

## 地理
北辰街道办事处位于广安市城区北部，渠江西岸，东隔渠江与护安镇、奎阁街道办事处相望，南接浓洄街道办事处，西邻中桥街道办事处、广福街道办事处，北靠协兴镇、邓小平故居保护区。

## 人口
北街街道办事处辖：渠江北路、万金山、建设路、湖滨路、洗脚溪、北街等6个居委会，及界坡、岔路、城北3个行政村，104个居（村）民小组，总人口32000多人，幅员面积约5.4平方公里。

## 经济
北街街道办事处2010年实现总产值30.79亿元，综合排名全区所有街道办事处之首。

## 交通
北辰街道距襄渝铁路广安站约18公里，距沪蓉高速约2公里，离广安港约1公里。渠江大桥、奎阁大桥连广前一级公路是城区东北进出通道。广安汽车总站位于本区中心，距重庆约1小时车程，距成都约2.5小时车程。

## 主要党政机构及单位
广安区公安分局、广安区人民法院、广安区农业局、北辰派出所

## 主要街道
洪洲大道、建设路、北街、滨江路、东环路、环城北路、滨湖路、环城大道、北辰大道、建华路、城墙街。

## 主要公司企业市场
爱众股份公司、四九滩电站、城北综合市场、龙龙马商业广场、车站大市场

## 主要宾馆酒店
紫金山饭店（三星级）、北辰宾馆

## 教育
广安第二中学、北辰小学、中石油希望小学。

## 旅游休闲
- 北辰人工湖公园
- 邓小平故居护区
- 邓家湾码头
- 滨江路